# Capitonius filicornis
Capitonius filicornis är en stekelart som först beskrevs av Cameron 1887.  Capitonius filicornis ingår i släktet Capitonius och familjen bracksteklar. Inga underarter finns listade.